# Free banking
Free banking là một thỏa thuận tiền tệ trong đó các ngân hàng được tự do phát hành tiền của mình (tiền giấy) đồng thời không phải tuân theo các quy định đặc biệt nào ngoài những quy định áp dụng cho hầu hết các doanh nghiệp.
Trong hệ thống free banking, các lực lượng thị trường khác nhau kiểm soát nguồn cung cấp tổng lượng tiền giấy và tiền gửi có thể được hỗ trợ bởi bất kỳ kho dự trữ tiền mặt nhất định nào, trong đó dự trữ tiền bao gồm hàng hóa khan hiếm (chẳng hạn như vàng) hoặc dự trữ nhân tạo có giới hạn như tiền định danh do ngân hàng trung ương phát hành.
Tuy nhiên, trong các phiên bản nghiêm ngặt nhất của free banking, một là ngân hàng trung ương không có vai trò nào cả, hoặc hai là nguồn cung tiền của ngân hàng trung ương được cho là sẽ bị "đóng băng" vĩnh viễn. Do đó, không có cơ quan chính phủ nào đóng vai trò là "người cho vay cuối cùng" độc quyền, rồi giao việc đó cho khu vực tư nhân như đã xảy ra ở Mỹ trong cơn hoảng loạn năm 1907. Cũng không có bất kỳ bảo hiểm hỗ trợ nào của chính phủ đối với tiền giấy hoặc tiền gửi tài khoản ngân hàng.
Phe ủng hộ gồm Fred Foldvary, David D. Friedman, Friedrick Hayek, George Selgin, Steven Horwitz, and Richard Timberlake.

## Lịch sử
Banking ở một số thời điểm và một số nơi đã được quản lý chặt chẽ hơn so với những chỗ khác, ngược lại, ở một số lúc và địa điểm khác thì nó hầu như không được quy định, mang lại một số kinh nghiệm về free banking ít nhiều. Free banking đã tồn tại ở hơn 60 quốc gia. Hệ thống phát hành giấy bạc có tính cạnh tranh đầu tiên khởi điểm cách đây hơn 1.000 năm tại Trung Quốc (xem bên dưới). Free banking phổ biến vào thế kỷ 19 và đầu thế kỷ 20. Dowd, Kevin, ed. (1992), The Experience of Free Banking, Luân Đôn: Routledge liệt kê hầu hết các phần về free banking được biết đến hiện nay và thảo luận chi tiết về một số chúng, bao gồm Canada, Colombia, Phúc Châu, Pháp và Ireland. Các thỏa thuận tiền tệ với việc độc quyền phát hành giấy bạc, bao gồm phát hành kho bạc chính phủ, hội đồng tiền tệ và ngân hàng trung ương, đã thay thế tất cả các giai đoạn free banking vào giữa thế kỷ 20. Có một số lý do giải thích cho sự sụp đổ của free banking:
- Các lý thuyết kinh tế khẳng định tính ưu việt của ngân hàng trung ương
- Mong muốn bắt chước các thể chế của các nền kinh tế tiên tiến hơn, đặc biệt là Vương quốc Anh. Ngân hàng Anh là hình mẫu cho nhiều ngân hàng trung ương sau này, ngay cả bên ngoài Đế quốc Anh
- Mong muốn của các chính phủ quốc gia để thu thập seigniorage (doanh thu phát hành tiền) từ việc phát hành tiền giấy
- Các cuộc khủng hoảng tài chính trong một số hệ thống free banking đã tạo ra nhu cầu thay thế free banking bằng một hệ thống khác mà những người ủng hộ hy vọng sẽ có ít vấn đề hơn

Một số nhà kinh tế học nổi tiếng thế kỷ 18 và 19 đã lên tiếng bảo vệ free banking, đáng chú ý nhất là Adam Smith, trái ngược với học thuyết hóa đơn thực tế. Tuy nhiên, sau giữa thế kỷ 19, các nhà kinh tế hứng thú đến các vấn đề tiền tệ chuyển sự quan tâm đến chủ đề khác, và free banking ít được chú ý hơn. Free banking, một chủ đề của cuộc tranh luận mới giữa các nhà kinh tế, có một khởi đầu hiện đại hơn vào năm 1976 với cuốn sách The Denationalization of Money, của nhà kinh tế Friedrich_Hayek, người ủng hộ quan điểm các chính phủ quốc gia ngừng tuyên bố độc quyền phát hành tiền tệ, và cho phép các tổ chức phát hành tư nhân như ngân hàng tự nguyện cạnh tranh để làm được điều đó.
Trong những năm 1980, điều này mở rộng thành một lý thuyết ngày càng phức tạp về tiền tệ thị trường tự do và banking, với những người đề xuất là Lawrence H. White, George Selgin và Richard Timberlake ngày càng tập trung vào việc viết và nghiên cứu khái niệm này, liên quan đến lý thuyết và ứng dụng hiện đại, hoặc nghiên cứu lịch sử free banking tự phát.

### Úc
Vào cuối thế kỷ 19, ngân hàng ở Úc chịu rất ít quy định. Có bốn ngân hàng lớn với hơn 100 chi nhánh, hệ thống đó đã chiếm gần nửa hoạt động kinh doanh ngân hàng, và Ngân hàng nhánh và ngân hàng tiền gửi tiên tiến hơn nhiều so với các quốc gia được quản lý chặt chẽ hơn như Anh và Mỹ. Các ngân hàng chấp nhận tiền của nhau với mức ngang giá. Biên lãi vào khoảng 4% / năm. Vào những năm 1890, một cuộc Khủng hoảng giá đất đã gây ra sự sụp đổ của nhiều ngân hàng nhỏ hơn và các hiệp hội xây dựng. Luật phá sản được đưa ra vào thời điểm đó đã cho các con nợ ngân hàng những điều khoản hào phóng mà họ có thể tái cơ cấu theo, và hầu hết các ngân hàng sử dụng điều này như một phương tiện để cơ cấu lại các khoản nợ có lợi cho họ, mặc dù điều đó không thực sự cần thiết.

### Thụy Sĩ
Vào thế kỷ 19, một số bang của Thụy Sĩ bãi bỏ quy định ngân hàng, cho phép nhập cảnh và phát hành tiền giấy tự do. Các bang vẫn giữ quyền tài phán đối với hoạt động ngân hàng cho đến khi Luật Ngân hàng Liên bang được ban hành vào năm 1881. Việc trung ương hóa phát hành giấy bạc đã làm giảm vấn đề đang tồn tại là "một loạt các loại tiền giấy có chất lượng khác nhau ... với tỷ giá hối đoái biến động."

### Scotland
Free banking ở Scotland kéo dài từ năm 1716 đến năm 1845, và được cho là phiên bản free banking được nghiên cứu và phát triển nhiều nhất. Hệ thống được tổ chức quanh ba ngân hàng điều lệ - Ngân hàng Scotland, Ngân hàng Hoàng gia Scotland, và Công ty Linen của Anh - và nhiều ngân hàng chưa được kiểm tra. Nó tạo ra một hệ thống ngân hàng có tính cạnh tranh và ổn định cao.

### Liên bang Hoa Kỳ
Mặc dù giai đoạn từ năm 1837 đến năm 1864 ở Mỹ thường được gọi là Kỷ nguyên Free Banking, thuật ngữ này là một cách hiểu sai về định nghĩa "free banking" ở trên. Free Banking ở Hoa Kỳ trước Nội chiến đề cập đến các hệ thống ngân hàng tiểu bang khác nhau dựa trên những gì được gọi là luật "free banking" vào thời điểm đó. Những luật này khiến những người mới tham gia cần phải đảm bảo các điều lệ, mỗi điều lệ phải được cơ quan lập pháp bang bỏ phiếu với những cơ hội tham nhũng rõ ràng. Các luật ngân hàng chung này cũng hạn chế hoạt động của các ngân hàng ở những mặt quan trọng. Quan trọng nhất, các ngân hàng tự do của Hoa Kỳ không những chỉ có thể có một văn phòng và phải cung cấp chứng khoán cho tờ tiền của họ bằng vàng dự trữ mà còn phải mua và giao nộp cho cơ quan ngân hàng tiểu bang một số chứng khoán mà luật tiểu bang cho là có thể chấp nhận được cho mục đích này. Chứng khoán nói chung bao gồm trái phiếu của các chính phủ tiểu bang. Sự sụt giá của những trái phiếu này là nguyên nhân chính dẫn đến sự thất bại của các ngân hàng tự do trong nhiều đợt khác nhau khi nhiều ngân hàng rơi vào tình trạng thất bại. Do đó, việc thiếu ngân hàng chi nhánh đã khiến tiền giấy do nhà nước phát hành được chiết khấu ở các tỷ giá khác nhau khi dòng tiền đã chảy đi được một khoảng cách đáng kể so với nguồn, và cũng gây bất tiện. Khấu hao tài sản nói chung cũng được sử dụng để làm lí do cho các thất bại. Một số tác giả cho rằng tỷ lệ thất bại ngân hàng cao trong thời kỳ Free Banking ở Mỹ cuối cùng là do những hạn chế đối với danh mục tài sản của các ngân hàng. Để biết thêm về tài liệu, xem và Sau đó, từ năm 1863 đến năm 1913, được gọi là Kỷ nguyên Ngân hàng Nhà nước, các ngân hàng quốc doanh hoạt động theo hệ thống free banking. Một số học giả nhận thấy rằng hệ thống này hầu như ổn định hơn so với các Ngân hàng Quốc gia của thời đại đó.

### Thụy Điển
Thụy Điển có hai thời kỳ free banking, 1830–1860 và 1860–1902. Sau cuộc khủng hoảng ngân hàng năm 1857, đã có sự gia tăng ủng hộ các ngân hàng tư nhân và các tổ chức phát hành tiền tư nhân trong xã hội (đặc biệt là Ngân hàng Stockholm Enskilda, được thành lập năm 1856). Một luật ngân hàng mới đã được quốc hội thông qua vào năm 1864, bãi bỏ quy định về lãi suất. Những thập kỷ sau đó đánh dấu đỉnh cao của kỷ nguyên free banking của Thụy Điển. Sau năm 1874, không có ngân hàng tư nhân mới nào được thành lập. Năm 1901, việc phát hành tiền tư nhân bị cấm. Nghiên cứu về kỷ nguyên free banking của Thụy Điển cho thấy sự ổn định của nó, và một ngân hàng thất bại vì liên quan đến lừa đảo trong 70 năm.

### Trung Quốc
Jiaozi là một dạng tiền giấy xuất hiện vào khoảng thế kỷ thứ 10 ở thủ phủ Thành Đô, Tứ Xuyên, Trung Quốc. Từ năm 960 đến năm 1004, tiền giấy hoàn toàn do các thương gia tư nhân điều hành. Cho đến khi chính phủ quyết định điều chỉnh hoạt động kinh doanh do các vụ gian lận và tranh chấp bị cáo buộc ngày càng tăng, chính phủ đã cấp 16 giấy phép cho các thương nhân lớn nhất.